# Peter Drobach
Peter Anthony Drobach sr. (23 november 1890 - 24 november 1947) was een Amerikaans wielrenner, die professional was tussen 1908 en 1922.
Drobach was een succesvolle zesdaagserijder in de jaren 1910.

## Belangrijkste overwinningen
1910
- Zesdaagse van Buffalo; + Alfred Hill

1913
- Zesdaagse van Buffalo; + Paddy Hehir
- Zesdaagse van Newark; + Paddy Hehir
- Zesdaagse van Indianapolis; + Paddy Hehir